# The Man Who Fell to Earth (1976)
The Man Who Fell to Earth is een Britse sciencefictionfilm uit 1976, geregisseerd door Nicolas Roeg en met rockzanger David Bowie in de hoofdrol. De film is gebaseerd op de roman The Man Who Fell to Earth (1963) door Walter Tevis en gaat over een buitenaards wezen (Bowie) dat met zijn ruimteschip op Aarde verongelukt en vervolgens op zoek gaat naar een manier om water naar zijn planeet te vervoeren.

## Verhaal
Een buitenaards wezen (Bowie) wiens thuisplaneet opdroogt, valt neer op Aarde. Hij trok naar de Aarde omdat daar volop water te vinden is. Hij vermomt zich als mens en gebruikt zijn buitenaardse technologie om een succesvol ondernemer te worden. Het geld dat hij daarmee verdient heeft hij nodig om een ruimtebasis te bouwen voor zijn retourvlucht. Ondertussen wordt hij verliefd op een meisje.

## Rolverdeling
| Acteur             | Personage            |
| ------------------ | -------------------- |
| David Bowie        | Thomas Jerome Newton |
| Rip Torn           | Nathan Bryce         |
| Candy Clark        | Mary-Lou             |
| Buck Henry         | Oliver Farnsworth    |
| Bernie Casey       | Peters               |
| Jackson D. Kane    | Professor Canutti    |
| Rick Riccardo      | Trevor               |
| Tony Mascia        | Arthur               |
| Linda Hutton       | Elaine               |
| Hilary Holland     | Jill                 |
| Adrienne La Russa  | Helen                |
| Lilybelle Crawford | Juwelier             |
| Richard Breeding   | Receptionist         |
| Albert Nelson      | Ober                 |
| Peter Prouse       | Compagnon van Peters |
| James Lovell       | hemzelf              |

## Achtergronden
In de Verenigde Staten werd The Man Who Fell To Earth gecensureerd. Een aantal seksscènes werden uit de film verwijderd.
The Man Who Fell to Earth trok geen groot publiek in de bioscopen, maar uiteindelijk werd de film een gewaardeerde cultfilm. In de loop der jaren bleef de film van tijd tot tijd worden gedraaid in filmhuizen en in Engeland ook regelmatig in bioscopen. Op dvd werd de film verschillende keren uitgebracht, ook een speciale 'editors cut' editie met interviews en een volledige ongecensureerde versie.
Na het overlijden van hoofdrolspeler David Bowie, in januari 2016, ontstond nieuwe interesse in de film.
In Engeland draaide de film in bioscopen en in Amsterdam in het EYE Filmmuseum werd de film in het voorjaar toegevoegd aan het Imagine filmfestival. De film werd daar in hoge kwaliteit gedraaid op een bijzonder groot bioscoopscherm. Ook werd de film vertoond in een Nicolas Roeg retrospectief tijdens het Amsterdamned filmfestival in Kriterion eind oktober 2016 en in het Rotterdamned filmfestival in KINO begin november 2016.
Ter gelegenheid van het 40-jarig jubileum werd een nieuw gemasterde uitgave van de film gemaakt in 4K kwaliteit, die op blu-ray en dvd verscheen in oktober 2016.

## Muziek
Alhoewel Bowie de hoofdrol speelt is de muziek in de film niet van hem afkomstig. Bowie werkte aanvankelijk met Paul Buckmaster aan de soundtrack voor de film. Een onbekend aantal nummers is daarvoor geschreven en opgenomen. 
Regisseur Nick Roeg besloot echter toch geen gebruik te maken van de door David Bowie gemaakte muziek en koos voor een combinatie van nummers uit de jaren vijftig en zestig, in combinatie met speciaal voor de film gecombineerde en opgenomen muziek.
John Phillips (beter bekend als de frontman van The Mamas and the Papas) werd ingehuurd om de filmmuziek the produceren. Hij riep hierbij de assistentie in van Mick Taylor en de Japanse percussiecomponist Stomu Yamashta. De film bevat verder composities van Jim Reeves, The Kingston Trio, Roy Orbison, Steely Dan, Joni Mitchell, Bing Crosby, Artie Shaw en Gustav Holst. Opmerkelijk genoeg werd het door RCA aangekondigde album met de soundtrack van de film niét uitgebracht. Dit had te maken met een creatief en contractueel geschil tussen Roeg en de studio. Bowie zelf had in verschillende gesprekken verklaard dat hij niet van plan was om ooit een album van "The Man Who Fell to Earth" uit te brengen vanwege juridische problemen. In oktober 2008 kwamen enkele nummers van de film alsnog uit, als onderdeel van de cd "Pussycat" van John Phillips. Het materiaal voor deze cd werd grotendeels opgenomen tijdens de zogenaamde Half Stoned sessies die tussen 1973 en 1979 plaatsvonden in Londen (met medewerking van Mick Jagger, Keith Richards, Mick Taylor en Ronnie Wood) en pas in april 2001 resulteerden in de officiële uitgifte "Pay, Pack & Follow".
Na het overlijden van David Bowie werd alsnog (voor het eerst) de officiële soundtrack van de film uitgebracht in oktober 2016. Op het album, dat zowel op vinyl als op cd is uitgebracht, staat alle muziek die John Phillips en Stomu Yamashta speciaal voor de film hebben gecomponeerd. 
Een deel van de muziek van Yamashta is jarenlang zoek geweest, maar onlangs boven water gekomen. 
Opvallend is dat niét alle voor de film gebruikte muziek op de soundtrack staat. Een aantal bekende nummers staan er niet op. Bij de deluxe set van de soundtrack (vinyl + cd's) is een boekje gevoegd met informatie en veel foto's van de filmopnames.
Het is onbekend of de oorspronkelijke door David Bowie opgenomen soundtrack voor de film ooit zal worden uitgebracht. Veel liefhebbers van de film en fans van Bowie dringen daarop aan. 
In elk geval is een van de oorspronkelijke nummers, Subterraneans, op het Bowie-album Low terechtgekomen. Dit album kwam uit in januari 1977, met op de cover een foto van Bowie uit de film The Man Who Fell To Earth. Sinds de vraag naar de oorspronkelijke nummers in 2016 groter werd, heeft Paul Buckmaster, die samen met Bowie aan de soundtrack werkte, verklaard dat de opnamen naar zijn mening technisch niet goed genoeg zijn om te worden uitgebracht.